# Rostkovia
Rostkovia, biljni rod iz porodice sitovki, dio reda travolike. 
To su trajnice ili rizomatozni geofiti sa dvije priznate vrste, jedna na području Južne Amerike,  Čile, Argentina i  Ekvador, te na Novom Zelandu. Druga vrsta ograničena je na otoke Gough i Tristan da Cunha.

## Vrste
1. Rostkovia magellanica (Lam.) Hook.f.
2. Rostkovia tristaniensis Christoph.